# Crisálida (escultura)
Crisálida es una escultura monumental que fue realizada por el artista mexicano Manuel Felguérez en 2014. Felguérez transformó un automóvil Volkswagen Sedán (conocido también como escarabajo o vocho) para dar vida a una pieza que “sugiere la metamorfosis de la tecnología en una obra de gran valor artístico”.

## Descripción
Crisálida asemeja a una oruga que se transforma en mariposa, es por ello que la metamorfosis es una constante y símbolo importante de esta obra. Con partes de un solo automóvil, al deshacerlo reformó su estructura y puso las piezas acomodadas de tal manera que pareciera un insecto. La estructura captura la gloria del deseo natural de salir de las restricciones impuestas por las energías mecánicas.

## Relevancia
Al usar como materia prima el Sedán de VW, lo que Felguérez transmite es la importancia que este vehículo tuvo para el mundo de las comunicaciones en el siglo XX, haciéndolo presente en el siglo XXI. 

“Crisálida, escultura en la que la transfiguración del orden al caos y de este a la creación; arma, desarma, manifiesta el talento de un oficio ganado a pulso que transforma los elementos de un auto, cuya función fue totalmente utilitaria, en un objeto estético donde las líneas y las formas imaginables se combinan para dar voz al lenguaje tridimensional del artista.”
Teresa Márquez Martínez,directora del Museo Nacional de los Ferrocarriles Mexicanos en el catálogo de "Crisálida" (2014)

La escultura transmite una unión de las medidas positivas con medidas negativas, ya que sus formas desiguales se fusionan en sincronía y dan origuen al triángulo, al cuadrado y a la órbita que flota dentro del espacio proporcionado, modelado y atractivo. 
Crisálida fue parte de años de una investigación compleja donde se ocupó la imaginación, la tecnología y la ciencia para definir esta obra; representa además la vinculación entre el conocimiento sabio y el aprendizaje artístico.
Esta obra logra examinarse a través de la trayectoria en el tiempo por la propia parábola de su armazón. De una forma imaginaria esta obra -y el auto que emplea como materia prima- simboliza una pausa del tiempo gradual, del encuentro de distintas épocas y la confabulación de diferentes instantes culturales. El automóvil actúa como cadena de metamorfosis entre lo nuevo y contemporáneo.

## Obra
Felguerez desarrolló esta escultura para expresarse, ya que lo que el suele hacer es construir, improvisar, armar cosas e intuir.
El 15 de junio de 2014 fue presentada oficialmente en el Museo Tamayo de la Ciudad de México. Posteriormente fue expuesta en el Museo Nacional de los Ferrocarriles Mexicanos de Puebla, el 2 de agosto de 2014. Al respecto, el Consejo Nacional para la Cultura y las Artes mencionó que “la estructura simboliza un gusano que se encierra en sí mismo, medita muy fuerte y se vuelve mariposa” 
De febrero a marzo de 2016 la obra estuvo expuesta en Toluca, Estado de México, en la Plaza “Ángel María Garibay”, a las afueras del Jardín Botánico Cosmovitral, para partir luego a Europa como parte del Año Dual México-Alemania.